# Преториус, Иероним
Иероним Преториус (лат. Hieronymus Praetorius; 10 августа 1560, Гамбург — 27 января 1629, там же) — немецкий композитор и органист. Сын и ученик композитора Якоба Преториуса-старшего, отец Якоба Преториуса-младшего, однофамилец (не родственник) Михаэля Преториуса.
Провёл в Гамбурге почти всю жизнь — за вычетом учёбы в Кёльне и двухлетней (1580—1582) службы органистом в Эрфурте. В 1586 году унаследовал от своего отца должность титулярного органиста гамбургской церкви Санкт-Якоби и занимал её до конца жизни. Автор многочисленных месс, мотетов, органной музыки.
Представитель Северонемецкой органной школы.